# Marguerite Moreno
Marguerite Moreno (Lucie Marie Marguerite Monceau Moreno), nació en París el 15 de septiembre de 1871 y murió en Touzac (Lot) el 14 de julio de 1948, fue una actriz francesa de teatro y cine y relevante miembro de la Comédie-Française de 1890 a 1903. De porte admirable, nariz importante y voz inconfundible fue una de las grandes actrices de su época, generalmente destinada a los papeles de mujeres de edad, o "actriz de carácter".

## Biografía
Lucie Marie Marguerite Monceau nació en París en 1871, hija del matemático Pierre Monceau, y de Charlotte Moreno, de origen español. Marguerite Moreno adoptó el apellido español de su madre como nombre artístico. Considerada « la musa de los simbolistas », y confidente de Stéphane Mallarmé como también de Paul Valéry, fue admirada por Jules Renard, Maurice Maeterlinck, Sacha Guitry y Jorge Luis Borges.
En 1900, se casa con Marcel Schwob en Inglaterra. Fue amante de Catulle Mendès y amiga de Colette. Tras la muerte de Schwob en 1905, se casa en 1908 con Jean Darragon, de quien enviuda en 1925.
Después de su labor en la comedia francesa trabaja en el teatro Sarah Bernhardt, al enviudar embarca en gira hacia Argentina en 1905. 
Durante siete años vive en Buenos Aires dirigiendo la rama francesa del Conservatorio Nacional de Arte Dramático, y como profesora de dicción francesa de Victoria Ocampo
Activa durante la Primera Guerra Mundial en el hospital de Niza, comienza a trabajar en cine desarrollando una notable carrera especialmente en la era muda.
Su carrera conoce un último gran triunfo con La Loca de Chaillot, creada para ella por Jean Giraudoux y estrenada en 1945 bajo la dirección de Louis Jouvet. A las representaciones asiste emocionada Victoria Ocampo que en sus memorias escribirá:
Le besé las manos.[…] Todo lo que ella me había dado, cuando me los leía [los textos] o yo se los decía a ella, en un cuarto que ya no existe – fuera de mi memoria – en la esquina de Florida y Viamonte. Aquel tiempo no fue tiempo perdido […]. En aquel camarín revuelto me quedé un rato que aún perdura. Jouvet, disfrazado de atorrante, sonreía a Marguerite vestida de loca, de verdadera loca. (Nunca vi un traje que tradujera con tanta elocuencia el lenguaje de la locura). Y yo, entre los dos, rodeada del « temps retrouvé », no sabía si al reirme lloraría. (Ocampo, 1971 : 85). 
En 1946 actúa en El idiota junto a Gérard Philipe.
Se retiró de escena y vivió en La Source Bleue en Touzac, una estación de baños donde tenía una mansión hoy convertida en hotel.

## Cine
- 1911: Un marié qui se fait attendre de Louis J. Gasnier
- 1916: Debout les morts de André Heuzé, Henri Pouctal Léonce Perret.
- 1916: Paris pendant la guerre de Henri Diamant-Berger.
- 1922: Vingt Ans après de Henri Diamant-Berger.
- 1922: Le Mauvais Garçon de Henri Diamant-Berger.
- 1922: Gonzague de Henri Diamant-Berger.
- 1923: L'Emprise de Henri Diamant-Berger.
- 1929: Le Capitaine Fracasse de Alberto Cavalcanti
- 1930: Paris la nuit de Henri Diamant-Berger.
- 1930: Paramount on Parade de Charles de Rochefort.
- 1930: A mi-chemin du ciel de Alberto Cavalcanti.
- 1930: Cendrillon de Paris de Jean Hémard.
- 1930: Un trou dans le mur de René Barberis.
- 1930: Chérie de Louis Mercanton.
- 1930: Dans une île perdue de Alberto Cavalcanti.
- 1930: El mejor es reír de E.W Emo et Florian Rey.
- 1931: Cordon bleu de Karl Anton.
- 1931: Marions-nous de Louis Mercanton.
- 1931: Miche de Jean de Marguenat.
- 1931: Sola de Henri Diamant-Berger.
- 1932: Le Chasseur de chez Maxim's de Karl Anton.
- 1932: Cognasse de Louis Mercanton.
- 1932: Mon cœur balance de René Guissart.
- 1932: La Poule de René Guissart.
- 1932: Rien que des mensonges de Karl Anton.
- 1933: Casanova de René Barberis.
- 1933: Paris Deauville de Jean Delannoy.
- 1933: Pour être aimé de Jacques Tourneur.
- 1933: Primerose de René Guissart.
- 1933: Le Sexe faible de Robert Siodmak.
- 1934: Les Misérables de Raymond Bernard.
- 1934: L'Aristo de André Berthomieu.
- 1934: La Reine de Biarritz de Jean Toulout.
- 1934: Voila Montmartre de Roger Capellani.
- 1935: Les dieux s'amusent de Reinhold Schünzel
- 1935: Jim la Houlette de André Berthomieu.
- 1935: Train de Plaisir de Léo Joannon.
- 1935: La Marraine de Charley de Pierre Colombier.
- 1936: Tout va très bien Madame la Marquise de Henry Wulschleger.
- 1936: Faisons un rêve de Sacha Guitry.
- 1936: Le Roman d'un tricheur de Sacha Guitry.
- 1936: Mes tantes et moi de Yvan Noé.
- 1936: Jeunes filles de Paris de Claude Vermorel.
- 1937: La Dame de pique de Fedor Ozep.
- 1937: Quatre heures du matin de Fernand Rivers.
- 1937: Regain de Marcel Pagnol.
- 1937: Les Perles de la couronne, de Sacha Guitry.
- 1938: L'Accroche-cœur de Pierre Caron.
- 1938: Les femmes collantes de Pierre Caron.
- 1938: Barnabé de Alexander Esway.
- 1938: Le Danube bleu de Emil-Edwin Reinert.
- 1938: Derrière la façade de Georges Lacombe.
- 1939: Ils étaient neuf célibataires de Sacha Guitry.
- 1939: Le Château des quatre obèses de Yvan Noé.
- 1939: Jeunes filles en détresse de Georg Wilhelm Pabst.
- 1939: Ma tante dictateur de René Pujol.
- 1941: L'Étrange Suzy de Pierre-Jean Ducis.
- 1941: La Sévillane de André Hugon.
- 1942: Secrets de Pierre Blanchar.
- 1942: Carmen de Christian-Jaque.
- 1943: La Collection Ménard de Bernard Roland.
- 1943: Donne-moi tes yeux de Sacha Guitry.
- 1943: Douce de Claude Autant-Lara.[6]
- 1945: L'Idiot de Georges Lampin.
- 1945: Les Malheurs de Sophie de Jacqueline Audry.
- 1946: Chemins sans loi de Guillaume Radot.
- 1946: Rendez-vous à Paris de Gilles Grangier.
- 1946: Un revenant de Christian-Jaque.
- 1947: L'Éventail de Emil-Edwin Reinert.
- 1948: L'assassin est à l'écoute de Raoul André.

## Biografías
- Raymond Chirat, La Vie de Marguerite Moreno, Editions du Rocher, 2003.
- Colette, Lettres à Marguerite Moreno, Paris, Flammarion, 1959.
- François Soustre, Marguerite Moreno, Éditions Séguier, 2009.
- Victoria Ocampo, Testimonios . Octava Serie. (1968-1970), Buenos Aires, Sur, 1971.
- Une Française en Argentine, Georges Crés, 1914.
- La Statue de sel et le bonhomme de neige : souvenirs de ma vie et quelques autres, Flammarion, 1926.
- Souvenirs de ma vie, Éditions de Flore, 1948.